# Paco Bezerra
Francisco Jesús Becerra Rodríguez (Almeria, 1978), més conegut com Paco Bezerra, és un actor i dramaturg espanyol, llicenciat en Dramatúrgia i Ciències Teatrals per la Reial Escola Superior d'Art Dramàtic el 2004. El 2003 va publicar l'obra Ventaquemada representada a l'octubre del 2008 com a lectura dramatitzada a Milà. Per Dentro de la tierra va obtenir el 2009 el Premi Nacional de Literatura en la de Literatura Dramàtica de les Lletres Espanyoles. El 2022 va ser guardonat amb el XXX Premi SGAE de Teatre Jardiel Poncela per l'obra Muero porque no muero, la vida doble de Teresa. També ha treballat com a lletrista per a la cantant de música electropop La Prohibida.

## Trajectòria
Bezerra considera indispensable la unió del camp interpretatiu amb el camp literari per aconseguir que les seves paraules, posades en boca dels personatges, aconsegueixin el seu objectiu. Sent especial predilecció per dramaturgs com Sòfocles, Federico García Lorca i Lluïsa Cunillé. A la seva obra s'hi troben influències de Ramón María del Valle-Inclán pel que fa a les referències andaluses i l'accentuació d'aquest món rural i supersticiós, recursos que Valle-Inclán utilitza per a la crítica de la seva Galícia natal. Els temes que planteja a la seva obra són actuals: l'homosexualitat vista com una malaltia, el masclisme, el ciberassetjament o la immigració, entre d'altres. Entén la realitat des de la imaginació, i en les obres sol barrejar la realitat amb la ficció.
El 2011, al Festival de Teatre Clàssic de Càceres es va estrenar l'obra La escuela de la desobediencia, dramatúrgia a partir de dues novel·les dialogades del segle XVI i XVII, produïda per Andrea D'Odorico amb la direcció de Luis Luque i la interpretació de María Adánez i Cristina Marcos. L'1 de febrer de 2012 es va estrenar Grooming al Teatre de l'Abadia madrileny amb la direcció de José Luis Gómez i les interpretacions d'Antonio de la Torre i Nausicaa Bonnín.